# Hans Schultz (Tiermediziner)
Hans Karl Schultz (* 30. Juli 1898 in Friedrichsgabe; † 5. Februar 1982 in Hannover) war ein deutscher Veterinärmediziner sowie Hochschullehrer.

## Leben
Hans Schultz wurde als Sohn des Hofbesitzers und späteren Rentners in Brokstedt Paul Daniel Schultz geboren. Am Ersten Weltkrieg nahm er als Unteroffizier der Reserve im Holsteinischen Feldartillerie-Regiment Nr. 24 teil und wurde mit dem Eisernen Kreuz und dem Frontkämpferehrenkreuz ausgezeichnet. Zum Sommersemester 1919 begann er das Studium an der Tierärztlichen Hochschule Hannover und wurde Mitglied des Corps Normannia Hannover. Im Sommersemester 1921 setzte er das Veterinärmedizinstudium an der Universität Gießen fort. Zum Wintersemester 1921/22 wechselte er an die Tierärztliche Hochschule Berlin. Im November 1922 erhielt er in Berlin die tierärztliche Approbation. Im folgenden Monat wurde er an der Tierärztlichen Hochschule Berlin zum Dr. med. vet. promoviert. 1923 legte er in Berlin das Tierzuchtinspektorexamen ab und erhielt dort eine Anstellung als Wissenschaftlicher Assistent an der Poliklinik für große Haustiere, wo er zusammen mit Kurt Neumann-Kleinpaul die Neumann-Schultzsche Nasenschlundsonde entwickelte.
1926 ließ sich Hans Schultz als praktischer Tierarzt und Großtierspezialist in Berlin nieder. Nachdem er im März 1928 das Kreistierarztexamen abgelegt hatte, wurde er im April 1931 Veterinärrat und Kreistierarzt des Landkreises Naugard. Im Oktober 1939 wurde er zum Regierungsveterinärrat im Kreis Konitz und Kreis Tuchel ernannt. Im Februar 1945 wechselte er als Veterinärrat nach Segeberg. Im Dezember 1946 wurde er zum Regierungsveterinärrat des Landkreises Hannover und zugleich zum Leiter der Ambulatorischen Klinik und Dozenten für Hufbeschlag an der Tierärztlichen Hochschule ernannt. Im August erfolgte in Hannover seine Ernennung zum Honorarprofessor. Im April 1948 wurde er Leiter der Landeslehrschmiede Niedersachsen in Hannover. 1968 wurde er emeritiert.
Hans Schultz befasste sich insbesondere mit dem Hufbeschlag, der Kolik der Hauspferde, den Jungtierkrankheiten sowie dem Herztod der Schweine.

## Schriften
- Drusenbildung am Sehnervenkopf beim Pferd, Dissertation, Berlin, 1922
- Stalagmometrische Messungen an Normal-Pferdeharnen, 1923
- Die Ursache der boden- bzw. zehenengen Stellung unter Berücksichtigung der dazugehörigen Hufkrank- heiten und der Beschlag, in: Tierärztliche Rundschau, Band 34, Kreisveterinärarzt a. D. Dr. Schaefer, Friedenau-Berlin, 1928
- Einiges aus der Praxis über Kolikbehandlung, in: Tierärztliche Rundschau, Band 36, Kreisveterinärarzt a. D. Dr. Schaefer, Friedenau-Berlin, 1930